# Feusdorf
Feusdorf település Németországban, Rajna-vidék-Pfalz tartományban. Lakosainak száma 511 fő (2023. december 31.).

## Fekvése
Az Eifel hegységben található.

## Története
1183-ból származó okirat említi először.

## Népesség
A település népességének változása:
| Lakosok száma | 424  | 497  | 490  | 500  | 502  | 511  |
|               | 1975 | 2017 | 2019 | 2021 | 2022 | 2023 |